# Temporada da NFL de 1953
A Temporada de 1953 da NFL foi a 34ª temporada regular da National Football League. Nesta temporada, a nomenclatura utilizada as duas conferências da liga: American Conference e National Conference, foram renomeadas, respectivamente a Eastern e Western. Enquanto isso, um grupo liderado por Carroll Rosenbloom em Baltimore, Maryland, adquiriram os direitos econômicos da organização Dallas Texans, conhecido anteriormente por New York Yanks, por US$13.000.    
As 12 equipes que competiram nesta temporada da NFL continuaram pelo resto da década de 1950 até o lançamento da American Football League (AFL) em 1960.  
Nesta temporada, pela quarta vez consecutiva, o Cleveland Browns liderou sua conferência, garantindo uma vaga na final da NFL. Por sua vez, na Western Conference, antiga National Conference, o Detroit Lions também se classificou, formando assim, a segunda final consecutiva disputada entre as duas equipes. O Championship game foi disputado em 27 de Dezembro de 1953, no Briggs Stadium em Detroit, Michigan para 54,577 pessoas. Apertada, a partida terminou 17 a 16, consagrando o Detroit Lions campeão pelo segundo ano consecutivo.   

## Draft
O Draft para aquela temporada foi realizado no Bellevue-Stratford Hotel na Filadélfia, Pensilvânia, em 22 de Janeiro de 1953. E, com a primeira escolha, o San Francisco 49ers selecionou o defensive end, Harry Babcock  da Universidade da Geórgia.

## Classificação Final
Assim ficou a classificação final da National Football League em 1953.
P = Nº de Partidas, V = Vitórias, D = Derrotas, E = Empates, PCT = Porcentagem de vitória, DIV = Recorde de partidas da própria divisão, PF = Pontos a favor, PA = Pontos contra
| NFL Eastern Conference |    |    |   |      |       |     |     |
| Time                   | V  | D  | E | PCT  | DIV   | PF  | PC  |
| Cleveland Browns       | 11 | 1  | 0 | .917 | 9–1   | 348 | 162 |
| Philadelphia Eagles    | 7  | 4  | 1 | .636 | 6–3–1 | 352 | 215 |
| Washington Redskins    | 6  | 5  | 1 | .545 | 6–3–1 | 208 | 215 |
| Pittsburgh Steelers    | 6  | 6  | 0 | .500 | 5–5   | 211 | 263 |
| New York Giants        | 3  | 9  | 0 | .250 | 3–7   | 179 | 277 |
| Chicago Cardinals      | 1  | 10 | 1 | .091 | 0–10  | 190 | 337 |

| NFL Western Conference |    |   |   |      |       |     |     |
| Time                   | V  | D | E | PCT  | DIV   | PF  | PC  |
| Detroit Lions          | 10 | 2 | 0 | .833 | 8–2   | 271 | 205 |
| San Francisco 49ers    | 9  | 3 | 0 | .750 | 8–2   | 372 | 237 |
| Los Angeles Rams       | 8  | 3 | 1 | .727 | 7–3   | 366 | 236 |
| Chicago Bears          | 3  | 8 | 1 | .273 | 2–7–1 | 218 | 262 |
| Baltimore Colts        | 3  | 9 | 0 | .250 | 2–8   | 182 | 350 |
| Green Bay Packers      | 2  | 9 | 1 | .182 | 2–7–1 | 200 | 338 |

## Championship Game
O NFL Championship Game foi disputado pelo segundo ano consecutivo entre Cleveland Browns e Detroit Lions. E, desta vez jogando em casa, o Detroit venceu novamente os Browns consagrando campeão por 17 a 16 no dia 27 de Dezembro de 1953, no Briggs Stadium em Detroit, Michigan para 54,577 pessoas.

## Líderes em estatísticas da Liga
| Estatística                                 | Nome              | Equipe              | Total |
| ------------------------------------------- | ----------------- | ------------------- | ----- |
| Passando                                    |                   |                     |       |
| Jardas de Passe                             | Otto Graham       | Cleveland Browns    | 2722  |
| Passes para TD                              | Bobby Thomason    | Philadelphia Eagles | 21    |
| % de Passes Completos                       | Otto Graham       | Cleveland Browns    | .647  |
| Correndo                                    |                   |                     |       |
| Jardas Corridas                             | Joe Perry         | San Francisco 49ers | 1018  |
| Corridas para TD                            | Joe Perry         | San Francisco 49ers | 10    |
| Recebendo                                   |                   |                     |       |
| Jardas Recebidas                            | Pete Pihos        | Philadelphia Eagles | 1231  |
| Nº de Recepções                             | Pete Pihos        | Philadelphia Eagles | 63    |
| Recepções para TD                           | Pete Pihos        | Philadelphia Eagles | 10    |
| Recepções para TD                           | Billy Wilson      | San Francisco 49ers | 10    |
| Defesa                                      |                   |                     |       |
| Interceptações                              | Jack Christiansen | Detroit Lions       | 12    |
| Times Especiais                             |                   |                     |       |
| Média de Punt                               | Pat Brady         | Pittsburgh Steelers | 46.9  |
| Números coletados do Pro Football Reference |                   |                     |       |

## Prêmios
Criada em 1948, a United Press International NFL Most Valuable Player Award, abreviada UPI NFL MVP,, voltou a entregar o prêmio de jogador mais valioso, desta vez ao Otto Graham, quarterback do Cleveland Browns. 

## Treinadores

### Troca de Treinadores

#### Pré-Temporada
- Baltimore Colts: A nova equipe do Colts contratou Keith Molesworth como seu primeiro técnico principal[11].
- Chicago Cardinals: Joe Kuharich foi substituído por Joe Stydahar[12].

#### Temporada
- Green Bay Packers: Gene Ronzani renunciou após 10 jogos. Hugh Devore e Ray McLean atuaram como co-treinadores pelo resto da temporada[13].

## Troca de Estádios
- A nova franquia do Baltimore Colts se mudam para o Memorial Stadium, estádio da antiga franquia do Colts, estabelecida na cidade[14].
- As partidas em casa do Green Bay Packers em Milwaukee foram transferidas do Marquette Stadium para o Milwaukee County Stadium[15].
- Shibe Park, a casa do Philadelphia Eagles, foi renomeado a Connie Mack Stadium[16].

## Biografia
- NFL Record and Fact Book (ISBN 1-932994-36-X)
- NFL History 1931–1940 (Last accessed December 4, 2005)
- Total Football: The Official Encyclopedia of the National Football League (ISBN 0-06-270174-6)